# Черно (альбом)
«Черно» — дебютный альбом финской дум-метал-группы «KYPCK», записанный в 2007 году и выпущенный в 2008 на лейбле UHO Production. Слова для всех песен написаны Эркки Сеппяненом, вокалистом группы, на русском языке, в то же время текст композиции «Демон» основан на одноимённом произведении Михаила Лермонтова. На композиции «1917» и «Сталинград» были сняты видеоклипы.

## Список композиций
| №                   | Название                             | Текст песни             | Музыка                  | Длительность |
| ------------------- | ------------------------------------ | ----------------------- | ----------------------- | ------------ |
| 1.                  | «Гидролокатор»                       | —                       | Х. Хийлесмаа            | 1:48         |
| 2.                  | «Рождество в Мурманске»              | Э. Сеппянен             | С. Лопакка              | 4:51         |
| 3.                  | «Предатель»                          | Э. Сеппянен             | Э. Сеппянен, С. Лопакка | 5:38         |
| 4.                  | «1917»                               | Э. Сеппянен             | Х. Хийлесмаа            | 4:59         |
| 5.                  | «Чёрная дыра»                        | Э. Сеппянен, С. Лопакка | С. Лопакка              | 8:44         |
| 6.                  | «Сталинград»                         | Э. Сеппянен             | Я. Юля-Раутио           | 5:11         |
| 7.                  | «Не прости»                          | Э. Сеппянен             | Э. Сеппянен, С. Лопакка | 5:22         |
| 8.                  | «Очередные»                          | Э. Сеппянен             | Я. Юля-Раутио           | 4:16         |
| 9.                  | «Один день из жизни Егора Кузнецова» | Э. Сеппянен, С. Лопакка | Х. Хийлесмаа            | 5:38         |
| 10.                 | «Демон»                              | Э. Сеппянен             | С. Лопакка              | 7:49         |
| Общая длительность: | Общая длительность:                  | Общая длительность:     | Общая длительность:     | 54:16        |

| - Дата записи: 2007 г. - Студия: «Новая Земля», «Colibri» и «Tonebox» - Звукоинженер, продюсер: Хийли Хийлесмаа (K. H. M. Hiilesmaa) - Сведение: Хиили Хийлесмаа (K. H. M. Hiilesmaa), Юха Хейнинен (Juha Heininen), студия «HIP» - Мастеринг: Мика Юссила (Mika Jussila), студия «Finnvox» - Дизайн: Веса Ранта (Vesa Ranta) - Логотипы и худ. поддержка: Сами Лопакка (S. Lopakka) |  | - Эркки Сеппянен (E. Seppänen) — вокал - Сами Лопакка (S. S. Lopakka) — гитара - Яска Юля-Раутио (J. T. Ylä-Rautio) — бас-гитара - Хиили Хийлесмаа (K. H. M. Hiilesmaa) — ударные |